# Crispin Blunt
Crispin Jeremy Rupert Blunt (né le 15 juillet 1960) est un homme politique du Parti conservateur britannique. Il est député pour Reigate de 1997 à 2024, et de mai 2010 à septembre 2012, il est sous-secrétaire d'État parlementaire pour les prisons et justice pour les jeunes au sein du ministère de la Justice.

## Jeunesse et carrière
Blunt est né en Allemagne, l'un des trois fils de parents anglais Adrienne Richardson et le major-général Peter Blunt (1923-2003). Il fait ses études au Wellington College et à l'Académie royale militaire de Sandhurst, où il remporte la médaille de la Reine, obtenant une commission régulière, avant d'étudier la science politique au University College de Durham entre 1981 et 1984, où il est élu président de la Durham Union Society en 1983 et obtient un diplôme. En 1991, il obtient un MBA à la Cranfield School of Management.
Blunt est commissionné comme officier de l'armée dans les 13e / 18e Royal Hussars (Queen Mary's Own) et sert jusqu'en 1990. Au cours des années 1980, il est en poste à Chypre, en Allemagne et en Grande-Bretagne, servant comme chef de troupe, officier des opérations régimentaires et commandant de l'escadron de reconnaissance blindé. Il démissionne de sa commission de capitaine en 1990, après avoir reçu la médaille de la Reine,.
Blunt se présente aux élections générales de 1992, comme candidat du Parti conservateur à West Bromwich East. De 1991 à 1992, Blunt est représentant du Forum of Private Business. En 1993, il est nommé conseiller spécial de Malcolm Rifkind alors secrétaire d'État à la Défense, et occupe les mêmes fonctions lorsque Rifkind est devenu ministre des Affaires étrangères entre 1995 et 1997.

## Député
Aux élections générales de 1997, Blunt est élu au Parlement comme député de Reigate dans le Surrey, en remplacement du député fortement eurosceptique Sir George Gardiner, qui est désélectionné par le Parti conservateur local. Blunt est ensuite nommé au Comité spécial de la défense de la Chambre des communes.
En juillet 1997, il est élu secrétaire du Comité conservateur des affaires étrangères et du Commonwealth et du Conseil conservateur du Moyen-Orient. En mai 2000, il rejoint le Comité spécial de l'environnement, des transports et des affaires régionales de la Chambre des communes et en juillet 2003, il est élu président du Conseil conservateur du Moyen-Orient, poste qu'il occupe toujours.
En septembre 2001, le nouveau chef du Parti conservateur, Iain Duncan Smith nomme Blunt comme ministre fantôme de l'Irlande du Nord. En juillet 2002, il est nommé adjoint de Tim Yeo, secrétaire d'État fantôme au commerce et à l'industrie. Le 1er mai 2003, il démissionne de son poste, affirmant que Duncan Smith est un "handicap" pour les conservateurs.
Le lendemain, il est à l'unanimité réélu par son parti local comme candidat potentiel au Parlement, mais en mai 2003, il n'a pas réussi à persuader 25 de ses collègues députés conservateurs de demander un vote de confiance. Il accepte qu'aucun défi pour la direction du parti ne soit immédiatement lancé et est revenu sur les bancs arrière. En novembre 2003, Michael Howard remplace Duncan Smith après un vote de défiance.
Blunt est devenu whip du parti sous Howard, mais le 9 juin 2005, il prend congé de ce poste pour soutenir la candidature à la direction de Sir Malcolm Rifkind. Cependant, lorsque Rifkind est éliminé de la course à la direction du parti, Blunt est retourné au bureau des whips.
Blunt est un ancien coprésident du Conseil pour l'avancement de la compréhension arabo-britannique. Lorsque la Coalition conservatrice et libérale démocrate forme le gouvernement en 2010, Blunt est nommé ministre d'État chargé des prisons au ministère de la Justice. Il s'occupe des prisons et de la probation, de la justice pour les adolescents, du droit pénal et la politique de détermination de la peine et la justice pénale. Il est également membre du groupe humaniste parlementaire multipartite.
En novembre 2013, Blunt est désigné pour se présenter aux élections générales de 2015 pour le Parti conservateur après un vote par correspondance des membres de sa circonscription. Le scrutin postal a été déclenché lorsque le conseil exécutif a voté pour ne pas approuver sa candidature. Après avoir remporté le scrutin postal, Blunt appelle le conseil exécutif à examiner sa position.
En mai 2014, Blunt est l'un des sept candidats non retenus à la présidence du Comité spécial de la défense de la Chambre des communes. Le 19 juin 2015, il est élu à la présidence du Comité spécial des affaires étrangères poste qu'il occupe jusqu'au 12 juillet 2017, date à laquelle il est battu par le candidat conservateur Tom Tugendhat.
Avant le référendum européen de 2016, Blunt soutient le Brexit.
En septembre 2017, Blunt est élu président du All Party Parliament Humanist Group, le groupe multipartite qui représente les humanistes au Parlement. En 2018, il est devenu associé honoraire de la National Secular Society.

## Vie privée
Blunt épouse Victoria Jenkins en septembre 1990 à Kensington et ils ont une fille, Claudia, (née en mars 1992) et un fils, Frederick, (né en août 1994). Sa nièce est l'actrice Emily Blunt. En août 2010, il annonce qu'il quitte sa femme afin de "se réconcilier avec son homosexualité ". Ils restent séparés mais n'ont pas divorcé.
Les votes de Blunt au Parlement avait auparavant été largement hostile aux droits des homosexuels bien que légèrement plus favorable par rapport à la majorité de ses collègues conservateurs. Il a par la suite exprimé ses regrets pour ces votes. Le 20 janvier 2016, il reconnait avoir utilisé des poppers, lors d'un débat parlementaire qui discute de leur interdiction.
Blunt est un joueur de cricket passionné, représentant l'équipe des parlementaires, aux côtés de ses collègues députés Peter Bone et Hugh Robertson. Il est également membre du Marylebone Cricket Club.